# Muzinga FC
Der Muzinga Football Club ist ein afrikanischer Fußballverein aus Bujumbura in Burundi. Er trägt seine Heimspiele im Prince Louis Rwagasore Stadium aus.
Der erste große Erfolg des Vereins gelang 1987 mit dem Gewinn des Burundian Cup. Erst 2002 holte man die erste nationale Meisterschaft. Durch die Erfolge qualifizierte der Verein sich mehrmals für die afrikanischen Wettbewerbe, scheiterte aber in der ersten Spielrunde.

## Erfolge
- Burundischer Fußballpokal: 1987

## Statistik in den CAF-Wettbewerben
| Wettbewerb                    | Runde         | Gegner                      | Hinspiel | Rückspiel |  |
| ----------------------------- | ------------- | --------------------------- | -------- | --------- |  |
|                               |               |                             |          |           |  |
| African Cup Winners’ Cup 1988 | 1. Runde      | Clube Ferroviário de Luanda | 0:1 (H)  | 1:1 (A)   |  |
| CAF Cup 1998                  | 1. Runde      | AS CotonTchad               | 1:4 (H)  | n. a.     |  |
| CAF Champions League 2003     | Qualifikation | Villa SC                    | 1:4 (A)  | 0:1 (H)   |  |

- 1998: Der Verein zog seine Mannschaft nach dem ersten Spiel zurück.